# Mimetus hesperus
Mimetus hesperus är en spindelart som beskrevs av Chamberlin 1923. Mimetus hesperus ingår i släktet Mimetus och familjen kaparspindlar. Inga underarter finns listade i Catalogue of Life.